# Michael Stuhlbarg
Michael Stuhlbarg, né le 5 juillet 1968 à Long Beach (Californie), est un acteur américain.

## Biographie
Michael Stuhlbarg naît à Long Beach, en Californie, au sein d’une famille juive réformée.
Il fait ses études de comédien à la Juilliard School de New York, puis à la National Youth Theatre of Great Britain de l'université de Londres ainsi qu'à UCLA en Californie et au Conservatoire d'art dramatique de Vilnius avant de démarrer une carrière d'acteur de théâtre en 1995. Il fait quelques petits rôles à la télévision et au cinéma avant de trouver son premier grand rôle en interprétant le personnage principal du film A Serious Man, des frères Coen, en 2009.

## Filmographie

### Cinéma
- 1998 : Sonia Horowitz, l'insoumise de Boaz Yakin – le jeune Hassid
- 1999: Haute Voltige de Jon Amiel - l'homme à la pancarte (non crédité)
- 1999 : Macbeth in Manhattan de Greg Lombardo – Robert/Ross
- 2001 : The Grey Zone de Tim Blake Nelson – Cohen
- 2008 : Afterschool d'Antonio Campos – M. Burke
- 2008 : Mensonges d'État de Ridley Scott – l'avocat de Ferris
- 2009 : Âmes en stock, de Sophie Barthes – le consultant en fonds de pension
- 2009 : A Serious Man de Joel et Ethan Coen – Larry Gopnik
- 2011 : Hugo Cabret de Martin Scorsese – René Tabard
- 2012 : Men in Black 3 de Barry Sonnenfeld – Griffin
- 2012 : Sept Psychopathes de Martin McDonagh – Tommy
- 2013 : Hitchcock de Sacha Gervasi – Lew Wasserman
- 2013 : Lincoln de Steven Spielberg – George Helm Yeaman
- 2013 : Blue Jasmine de Woody Allen – le Dr. Flicker
- 2014 : Le Prodige (Pawn Sacrifice) d'Edward Zwick – Paul Marshall
- 2014 : Hell Town (Cut Bank) de Matt Shakman
- 2015 : Dalton Trumbo (Trumbo) de Jay Roach – Edward G. Robinson
- 2016 : Steve Jobs de Danny Boyle – Andy Hertzfeld
- 2016 : Premier Contact (Arrival) de Denis Villeneuve – agent Halpern
- 2016 : Doctor Strange de Scott Derrickson – Dr. Nicodemus West
- 2017 : Miss Sloane de John Madden – Pat Connors
- 2017 : Call Me by Your Name de Luca Guadagnino – M. Perlman
- 2017 : La Forme de l'eau (The Shape of Water) de Guillermo del Toro – Robert Hoffstetler
- 2017 : Pentagon Papers (The Post) de Steven Spielberg – A. M. Rosenthal (en)
- 2020 : Shirley de Josephine Decker – Stanley Edgar Hyman
- 2022 : Bones and all de Luca Guadagnino – Jake
- 2022 : Doctor Strange in the Multiverse of Madness de Sam Raimi : Dr Nicodemus West
- 2024 : The Instigators de Doug Liman : M. Besegai
- 2025 : The Amateur de James Hawes : Horst Schiller
- 2025 : After the Hunt de Luca Guadagnino

### Télévision
- 1998 : ADN, menace immédiate : Dr Ed Tate (saison 1, épisode 0)
- 1999 : CSS Hunley, le premier sous-marin (The Hunley) : Wicks
- 2006 : New York, section criminelle : Marcel Costas (saison 5, épisode 11)
- 2007 : Studio 60 on the Sunset Strip : Jerry (saison 1, épisodes 1 et 12)
- 2007 : Damages : Dr Bernard Herschenfeld (saison 1, épisode 3)
- 2008 : New York, police judiciaire : Timothy Pace (saison 18, épisode 15)
- 2009 : Ugly Betty : Heinrich (saison 3, épisode 15)
- 2010-2014 : Boardwalk Empire : Arnold Rothstein
- 2017 : Fargo : Sy Feltz
- 2018 : The Looming Tower : Richard Clarke
- 2019 : Traitors : Rowe
- 2020 : Your Honor : Jimmy Baxter
- 2021 : Dopesick : Richard Sackler
- 2022 : The Staircase : David Rudolf

## Distinctions
- A Serious Man
  - Satellite Award du meilleur acteur - Comédie
  - Nomination — Golden Globe du meilleur acteur dans un film musical ou une comédie
  - Nomination — Chicago Film Critics Association Award du meilleur acteur

## Voix françaises
| - Pierre-François Pistorio dans : - Boardwalk Empire (série télévisée) - Sept psychopathes - Traitors (série télévisée) - Your Honor (série télévisée) - The Instigators - Arnaud Bedouët dans : - Men in Black 3 - Hitchcock - La Forme de l'eau - Call Me by Your Name - Vincent Ropion dans : - Miles Ahead - Steve Jobs - Pentagon Papers - Luc Boulad dans : - Doctor Strange - Doctor Strange in the Multiverse of Madness | Et aussi - Hervé Icovic dans A Serious Man - Alexandre Gillet dans CSS Hunley, le premier sous-marin (téléfilm) - Dominique Guillo dans Hugo Cabret - Pierre Tessier dans Blue Jasmine - Gérard Darier dans Le Prodige - Loïc Houdré dans Miss Sloane - Pascal Germain dans Premier Contact - Roland Timsit dans Fargo (série télévisée) - Bruno Choël dans Dopesick (mini-série) - Sylvain Agaësse dans The Staircase (mini-série) - Bernard Gabay dans Bones and All - Jochen Hägele dans The Amateur |